# Університет дослідження планування
Університет дослідження планування (яп. 政策研究大学院大学, せいさくけんきゅうだいがくいんだいがく; англ. National Graduate Institute for Policy Studies) — державний дослідницький університет у Японії. Розташований за адресою: префектура Токіо, район Мінато, квартал Роппонґі 7-22-1. Відкритий 1997 року. Скорочена назва — Сейса́ку кенкю́-ін (яп. 政策研究院, せいさくけんきゅういん).

## Аспірантура
- Аспірантура планування (政策研究科)